# Liste der Kulturgüter in Schattdorf
Die Liste der Kulturgüter in Schattdorf enthält alle Objekte in der Gemeinde Schattdorf im Kanton Uri, die gemäss der Haager Konvention zum Schutz von Kulturgut bei bewaffneten Konflikten, dem Bundesgesetz vom 20. Juni 2014 über den Schutz der Kulturgüter bei bewaffneten Konflikten sowie der Verordnung vom 29. Oktober 2014 über den Schutz der Kulturgüter bei bewaffneten Konflikten unter Schutz stehen.
Objekte der Kategorien A und B sind vollständig in der Liste enthalten, Objekte der Kategorie C fehlen zurzeit (Stand: 1. Januar 2023).

## Kulturgüter
| Foto | | Objekt                                                                                         | Kat. | Typ | Standort                                      | Beschreibung |
| ---- | --- | ---------------------------------------------------------------------------------------------- | ---- | --- | --------------------------------------------- | ------------ |
| ja   | Datei hochladen · Wikidata zu Tanzhaus (Q29527587)                                                                       | Tanzhaus KGS-Nr.: 10248                                                                        | A    | G   | Kirchgasse 692790 / 191073                    |              |
| ja   | Datei hochladen · Wikidata zu Crivelli-Kapelle an der Gotthardstrasse (Q29890382)                                        | Crivelli-Kapelle KGS-Nr.: 05852                                                                | B    | G   | Gotthardstrasse / Dorfstrasse 692460 / 191679 |              |
| ja   | Datei hochladen · Wikidata zu Haus Schmid-Gerig (ehemals Schleife) (Q29890384)                                           | Haus Schmid-Gerig (ehemalige Schleife) KGS-Nr.: 05853                                          | B    | G   | Rüttistrasse 2 692209 / 191079                |              |
| ja   | Datei hochladen · Wikidata zu Katholische Kirche Heilige Dreifaltigkeit und St. Nikolaus mit Friedhofkapelle (Q29890388) | Katholische Kirche Heilige Dreifaltigkeit und St. Nikolaus mit Friedhofskapelle KGS-Nr.: 05854 | B    | G   | Kirchacker 692855 / 191001                    |              |
| ja   | Datei hochladen · Wikidata zu Pulverturm auf dem Landsgemeindeplatz (Q29890389)                                          | Pulverturm KGS-Nr.: 05855                                                                      | B    | G   | Landsgemeindeplatz 692341 / 190560            |              |
| ja   | Datei hochladen · Wikidata zu Haus Hof (Q29890383)                                                                       | Haus Hof KGS-Nr.: 11294                                                                        | B    | G   | Hofgasse 5 692625 / 191158                    |              |